# Fukuchiyama, Kyōto
Fukuchiyama (福知山市 Fukuchiyama-shi) là một thành phố thuộc phủ Kyōto, Nhật Bản.